# David McHugh
Pour les articles homonymes, voir McHugh.
David McHugh est un compositeur américain de musiques de films, né le 29 mai 1941 à Brooklyn dans l'État de New York (États-Unis).

## Filmographie
- 1981 : Nobody's Perfekt
- 1984 : Moscou à New York (Moscow on the Hudson)
- 1985 : Pumping Iron II: The Women
- 1986 : Welcome Home, Bobby (TV)
- 1986 : One More Saturday Night
- 1986 : Willy/Milly
- 1987 : Jocks
- 1987 : A Year in the Life (série télévisée)
- 1988 : Mr. North
- 1988 : Mystic Pizza
- 1989 : Les Trois Fugitifs (Three Fugitives)
- 1989 : Une journée de fous (The Dream Team)
- 1989 : A Peaceable, Kingdom (série télévisée)
- 1990 : Montana (TV)
- 1990 : Daddy's Dyin'... Who's Got the Will? (en)
- 1990 : Prisoners of the Sun
- 1991 : Dillinger (TV)
- 1991 : Mannequin: On the Move
- 1991 : Un homme fatal (Lonely Hearts)
- 1991 : Brooklyn Bridge (en) (série télévisée)
- 1991 : Chance of a Lifetime (TV)
- 1992 : Over the Hill
- 1992 : Shame (TV)
- 1993 : Desperate Journey: The Allison Wilcox Story (TV)
- 1994 : Sea Life (court métrage)
- 1994 : Hidden 2 (The Hidden II)
- 1994 : Natural Selection (TV)
- 1994 : The Counterfeit Contessa (TV)
- 1994 : La Justice au cœur (A Passion for Justice: The Hazel Brannon Smith Story) (TV)
- 1994 : Justice in a Small Town (TV)
- 1995 : Wet
- 1996 : Tales of Erotica
- 1996 : Trade Off (TV)
- 2007 : L'Amour à l'horizon (Love Is a Four Letter Word) (TV)